# Wawonii (langue)
Pour les articles homonymes, voir Wawonii.
Le wawonii est une langue austronésienne parlée en Indonésie, au Sud-Est l'île  de Sulawesi. La langue appartient à la branche malayo-polynésienne des langues austronésiennes.

## Répartition géographique
La langue est parlée sur deux îles situées au Sud de Sulawesi, Wawonii et Menui, qui correspondent à ses deux dialectes.

## Classification
Le wawonii est une des langues bungku-tolaki. Celles-ci forment un des groupes du malayo-polynésien occidental.

## Phonologie
Les tableaux présentent la phonologie du wawonii, les voyelles et les consonnes.

### Voyelles
|         | Antérieure | Centrale | Postérieure |
| ------- | ---------- | -------- | ----------- |
| Fermée  | i [i]      |          | u [u]       |
| Moyenne | e [e]      |          | o [o]       |
| Ouverte |            | a [a]    |             |

### Consonnes
|            |           | Bilabiales | alvéolaires | Vélaires | Glottales |
| ---------- | --------- | ---------- | ----------- | -------- | --------- |
| Occlusives | Sourde    | p [p]      | t [t]       | k [k]    | ʔ [ʔ]     |
| Occlusives | Sonore    | b [b]      | d [d]       | g [g]    |           |
| Occlusives | Prén.sou. | mb [m͡p]    | nd [n͡t]     | ngk [ŋ͡k] |           |
| Occlusives | Prén.son. | mb [m͡b]    | nd [n͡d]     | ngg [ŋ͡g] |           |
| Fricative  | Sourde    | w [β]      | s [s]       |          | h [h]     |
| Fricative  | Prén.sou. |            | ns [n͡s]     |          |           |
| Nasale     | Nasale    | m [m]      | n [n]       | ng [ŋ]   |           |
| liquide    | liquide   |            | l [l]       |          |           |
| Roulée     | Roulée    |            | r [r]       |          |           |

## Sources
- (en) Adelaar, Alexander, The Austronesian Languages of Asia and Madagascar: A Historical Perspective, The Austronesian Languages of Asia and Madagascar, pp. 1-42, Routledge Language Family Series, Londres, Routledge, 2005,  (ISBN 0-7007-1286-0)
- (en) Mead, David, Proto-Bungku-Tolaki: Reconstruction of its Phonology and Aspects of its Morphosyntax, Thèse, Houston, Rice University, 1998.
- (en) Mead, David, Mori Bawah, The Austronesian Languages of Asia and Madagascar, pp. 683-708, Routledge Language Family Series, Londres, Routledge, 2005,  (ISBN 0-7007-1286-0)